# Magique (mascotte)
Pour les articles homonymes, voir Magique (homonymie).
Magique est la mascotte des Jeux olympiques d'hiver de 1992 à Albertville. Elle représente un lutin en forme d'étoile, conçu par le plasticien Philippe Mairesse et présenté en 1989. Reprenant les couleurs du drapeau tricolore français, il possède un bonnet rouge et son costume est bleu.
La mascotte aurait dû être un chamois en pull blanc, notamment souhaité par Michel Barnier. Cette dernière a été utilisée lors de la cérémonie de clôture des Jeux olympiques d'hiver de 1988 de Calgary.
La mascotte a été déclinée en une multitude de supports, sur des pin's, des affiches ou encore des Opinels par exemple.